# زهرة: الحب في الأوقات العنيفة
زهرة: الحب في الأوقات العنيفة. هو كتاب نُشر سنة 2010، كتبته إينجا موسكيو (Inga Muscio) والذي يتحدث عن العنف السلبي والجسدي في الحياة اليومية، ويصف كيف أنه يمكن أن يجد الشخص الحب في هذا العنف. وهو كتابها الثالث بعد كتاب: العضو التناسلي الأنثوي: إعلان استقلال (Cunt: A Declaration of Independence) المنشور سنة 1998، وكتاب سيرة الشيطان أزرق العين: حياتي وأوقات في مجتمع عنصري استعماري (Autobiography of a Blue-Eyed Devil: My Life and Times in a Racist, Imperialist Society) المنشور سنة 2005. كتاب زهرة مقسم لثلاث أجزاء رئيسية: المقدمة، الجزء الأول- العنف، والجزء الثاني- الحب.
ألهم موسكيو اقتباس سمعته من أرون غاندي لتكتب عن موضوع العنف: «أفعال العنف السلبية تولد غضبًا في الضحية، و...العنف السلبي هو وقود العنف الجسدي...فإذا أردنا إطفاء نار العنف الجسدي فعلينا قطع إمدادات الوقود.»
ذكرت موسكيو أن هذا الاقتباس كان إلهامها لهذا الكتاب وأنه غير الطريقة التي ترى بها علاقاتها وترى بها العالم.
الغلاف: على الغلاف الأمامي من الكتاب توجد زهرة بشكل حلزوني مكوّن من 101 كلمة. أصرت موسكيو على أن هذا الكلمات يجب أن يُعرّفها القارئون لأنفسهم. وتشرح موسكيو عملية تصغير قائمة الكلمات في الفصل الخامس من الكتاب: تعريفات.
هذه الكلمات وبالترتيب هي:
الحلم، الموت، التدمير، الهذيان، الرغبة، المصير، الكذب، الغش، السرقة، الكراهية، التخلي، البيت، قذر، غريب، الإبداع، العبقرية، قبيح، ينتهك، العدم، مُبارك، جميل، القلب، الأخبار، المعرفة، الإرادة، السجن، لاجئ، جريمة، عوامل ممرضة، الترفيه، الفضاء، العنصرية، الشعائر، المعالج، المحرقة، السلوك، إرهابي، فقير، خاطئ، يكتشف، عذرية، إله، يمتلك، الحب، الحرب، متحف، عجز، لطيف، ينفذ، فيتامين، الجنس، سلعة، قمامة، خير، مجتمع، إبادة جماعية، مستغل، آمن، عاهرة، براءة، ثروة، عقاب، قيمة، وحدة، قوة، ذاكرة، تطور، ضرر، الغيب حي اليهود، الواقع، حسن النية، الصناعة، تقليدي، أخلاق، حرية، صلاة، صمت، خريطة، شجاعة، معجزة، عنف، سلف، يشغل منصبًا، مختار، حقيقة، تذكار، شريط، عزل، سلاح، الفردوس، المخدرات، ساخن، العدالة، الرّقة، العائلة، الإمبراطورية، العِزّة.

## نظرة عامة مُوَسَّعة

### المقدمة
تعرض موسكيو غرض كتابها في باب المقدمة والذي هو مساعدة القارئين ليتعلموا كيف يُحِبّوا بصدق. تعتقد موسكيو أنه إذا أمعنّا النظر في تأثير العنف السلبي والجسدي على حياتنا وفهمناه حق الفهم، فسنتفتّح إلى الحب ونصبح قادرين عليه. وتنتقد موسكيو تعريفات الحب والعنف الموجودة في القواميس لأن هذه المصطلحات «لا نهاية لمعانيها، وهذا أمر إيجابي، ولا يمكن حصر معانيها في جملتين قصيرتين«. (24) وذكرت كذلك أنه» إذا تعلمنا عن العنف، وتعلمنا كيف نحب، فالاحتمالات لا حصر لها». (32)

### الجزء الأول- العنف
وفي هذا الباب تركز موسكيو على عنف الحرب، والعنف المُستحق، والأمان، وعنف الاغتصاب كذلك، وتستخدم هذا الباب أيضًا لتتحدث عن أنواع العنف التي نميل لجهلها.
الفصل الأول: عنف الحرب: تعتقد موسكيو أن الحرب هي «دورة من العنف» (43) وأنه «لا يمكن احتواؤها بسهولة» (45) وتقارن بين تاريخَيْ مشاركة الولايات المتحدة وكندا في الحروب لتستنتج أن الحرب هي سبب تأييد العنف في الولايات المتحدة (46).
الفصل الثاني: العنف المُستحق: تتحدث موسكيو هنا عن «الاستحقاق» وعن كيف أن شعورنا بالأحقية سبب العنف عبر التاريخ. وتتحدث عن شعور الولايات المتحدة بأحقّيّة تفوق أحقّيّة الهنود الحمر والعبيد، وتتحدث عن كيف أن إنكارنا لهذه القضايا يعيق من قدراتنا على النمو كبشر. تتحدث موسكيو كذلك عن المشاهير وعن شعور الاستحقاق الذي نعطيه إياهم فيشعرون به لأنفسهم ليعتقدوا أن كونهم أشخاصًا مهمين هو حق لهم، وتتعجب قائلًة: «لأي درجة أصبحنا فخورين ومغرورين لنعتقد أنه بإمكاننا تغيير العالم دون تغيير أنفسنا ودون النظر إلى ما نفعله من تلقين النّاس مذاهبَنا ودون أن نفهم من أين جئنا ومن نحن حقًا كأشخاص». (103)
الفصل الثالث: الأمان: تناقض موسكيو العنف الجنسي وعلى الخصوص الصدمات النفسية التي تعرضت لها الزوجات أثناء تقدّمهنّ بالعمر. وتقول المؤلفة أن استخدام مصطلح «التعافي» مع هذا النوع من الصدمات النفسية هو استخدام غير دقيق لأنه «يجعل الناس تعتقد أن الأمور عادت لطبيعتها» (120)
الفصل الرابع: عنف الاغتصاب: تناقش المؤلفة موضوع العنف ضد الأطفال وتقول أنه إرثٌ من تاريخنا الثقافي كما هو الحال مع الحرب ومع الاستحقاق، وتركز على «إرهاب الطفولة» وعلى وجه الخصوص فضائح استخدام القساوسة للعنف بداخل الكنيسة الكاثوليكية. وتجادل موسكيو معتقدة أنه «ما من سبيل سوى العلاج والدعم والحب ليتعافى الناس من هذا النوع من إرهاب الطفولة». (141)

### الجزء الثاني- الحب
الفصل الخامس: القواميس: تبدأ موسكيو هذا الباب بشرح علاقتها بالقواميس المترددة بين الحب والكراهية، وتجادل معتقدة أنه علينا أن نُعرّف كلمات كـ«الحب» و«الحرب» في حياتنا ومن تجاربنا مع الأخذ بمختلف وجهات النظر بقدر الإمكان (165). وتؤمن موسكيو بأن الكلمات هي السلاح الأعظم للعنف السلبي، وتطلب أن نوجّه انتباهنا إلى أهمية تفسير التعاريف بأنفسنا لأن الكلمات تتغير «فـالكلمات ليست راكدةً إطلاقًا» (167)
الفصل السادس: أنت هنا: وتكمل موسكيو كلامها بالاعتراف بأهمية أن نكون حاضرين في الكون وأنه علينا كبشر اكتشاف مكاننا في العالم، وتوضّح موسكيو ما لاحظته من أهمية للدين لمعظم الناس ليحاولوا فهم مكانتهم، بل تشدد موسكيو أيضًا على ضعف تأثير الدين عليها أثناء نشأتها، وتعترف موسكيو كذلك بأن اعتمادنا على التكنولوجيا هو سبب معاناتنا في أن نكون حاضرين في العالَم قائلةً: «تكمن وحدتي في العالم الذي صنعه البشر». (198)
الفصل السابع: الدفاع عن الجبهة الوطنية: في الباب التالي من «الجزء الثاني: الحب»، ترجع موسكيو لتنظر على مصطلح «العِزّة» (والذي كان المصطلح الأخير من الـ101 كلمة على غلاف الكتاب)، وتقول أن العِزَّة هي «ما تعطيه لنفسك من اعتبار»، وهذا مهم كما تعتقد موسكيو لأنه "عندما يعرف المرء أنه يستحق الحب ويستحق أن يقاتل الآخرون من أجله، فسيحب المرء بدوره العالَم ويقاتل من أجله، «فعبر حضورنا في العالموحمايتنا لعزّتنا، سنستطيع التفاوض لتقليل العنف في حياتنا وحياة من حولنا، وكنتيجة، سنجعل من العالَم مكانًا أفضل.
الفصل الثامن: زهور أمي: في الباب الأخير من هذا الكتاب، ترجع موسكيو لتُعرِّف الحب، لِتَعْرِف ما يعتبر وما لا يعتبر من الحب، وتقول موسكيو أن «الحب الحقيقي يعني إيجاد قيمة في معظم الأشياء، ويعني إيجاد طرق جديدة لنُقَدِّر أنفسنا، وكوكبنا، والنباتات، والحيوانات، والأشجار، والناس سواء من نحب أو من لا نحب، وهكذا». (224) وتنتقد موسكيو الاتجاه السائد للإعلام والبيئة الثقافية بسبب تمثيلهم الدائم للحب «كـحكايات خياليّة»، وتوجّه موسكيو الانتباه إلى الفارق بين «الجِمَاع» و«العلاقة الحميمة الجنسية» قائلًة بأن هذين المصطلحين يستخدمان بالتبادل وبشكل خاطئ. وفي نهاية الكتاب، ذكرت موسكيو 26 طريقة للحب قائلةً: «أكثر التحديات متعة هو إخراج كل هذا الحب في العالَم العنيف الذي نعيش فيه». (261) 